# Гендрум (Міннесота)
Гендрум (англ. Hendrum) — місто (англ. city) в США, в окрузі Норман штату Міннесота. Населення — 289 осіб (2020).

## Географія
Гендрум розташований за координатами 47°15′51″ пн. ш. 96°48′37″ зх. д. / 47.26417° пн. ш. 96.81028° зх. д. (47.264049, -96.810410).  За даними Бюро перепису населення США в 2010 році місто мало площу 0,84 км², уся площа — суходіл.

## Демографія
Згідно з переписом 2010 року, у місті мешкало 307 осіб у 124 домогосподарствах у складі 82 родин. Густота населення становила 365 осіб/км².  Було 143 помешкання (170/км²).
Расовий склад населення:
| - 94,8 % — білих - 0,7 % — корінних американців - 4,6 % — осіб інших рас |

До двох чи більше рас належало 0,0 %. Частка іспаномовних становила 8,1 % від усіх жителів.
За віковим діапазоном населення розподілялося таким чином: 27,7 % — особи молодші 18 років, 58,6 % — особи у віці 18—64 років, 13,7 % — особи у віці 65 років та старші. Медіана віку мешканця становила 37,3 року. На 100 осіб жіночої статі у місті припадало 98,1 чоловіків;  на 100 жінок у віці від 18 років та старших — 98,2 чоловіків також старших 18 років.
Середній дохід на одне домашнє господарство  становив 63 271 долар США (медіана — 55 250), а середній дохід на одну сім'ю — 69 416 доларів (медіана — 60 000). За межею бідності перебувало 15,1 % осіб, у тому числі 20,0 % дітей у віці до 18 років та 13,9 % осіб у віці 65 років та старших.
Цивільне працевлаштоване населення становило 157 осіб. Основні галузі зайнятості: освіта, охорона здоров'я та соціальна допомога — 32,5 %, виробництво — 10,8 %, транспорт — 9,6 %, роздрібна торгівля — 9,6 %.